# United Kingdom Continental Shelf

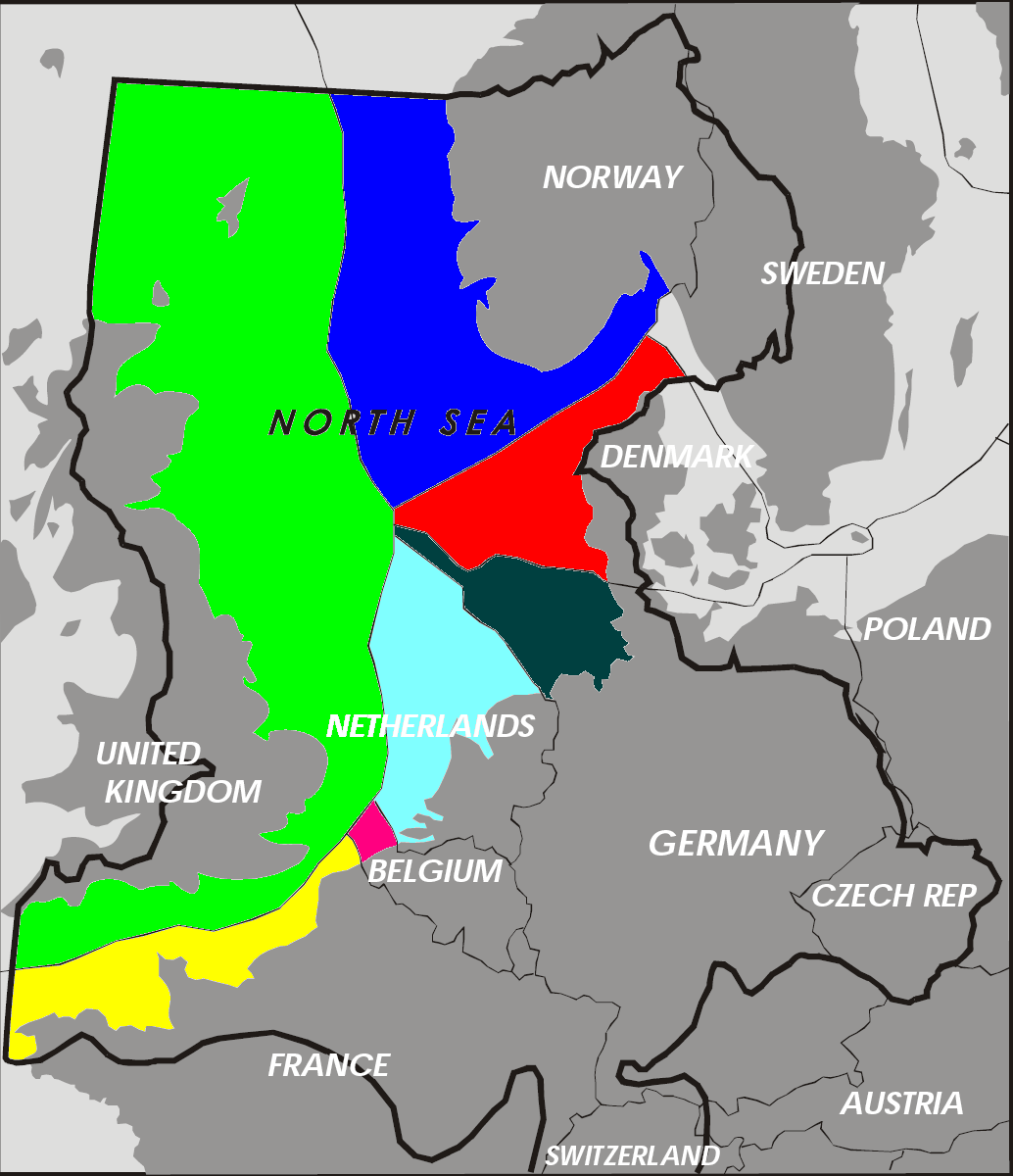
Die Wirtschaftszonen der Nordsee

Das United Kingdom Continental Shelf (UKCS, dt.: Kontinentalschelf des Vereinigten Königreiches)  bezeichnet die Gewässerregion um das Vereinigte Königreich, in der dieses die Rechte hat, Ressourcen abzubauen.
Der UKCS liegt im Aufgabenbereich des Department of Energy and Climate Change (DECC), der britischen Energie- und Umweltbehörde.

## Gliederung der Gewässer
Die Nordsee ist durch internationales Recht in Wirtschaftszonen aufgeteilt.
Diese Zonen dürfen exklusiv von den einzelnen Staaten bewirtschaftet bzw. dort vorhandene Ressourcen abgebaut oder für diese Lizenzen vergeben werden. Das Vereinigte Königreich teilt ihre Wirtschaftszone in Quadranten von je einem Längengrad und einem Breitengrad ein. Diese Quadranten werden jeweils in 30 Blöcke von je 10 Minuten geographischer Breite und 12 Minuten geographischer Länge eingeteilt. Einige dieser Blöcke sind auch nochmals unterteilt, dann wird alphabetisch unterschieden.

### Einteilung in Deutschland
Ein ähnliches System wird auch in den anderen Nordsee-Anrainerstaaten angewandt. Deutschland und die Niederlande haben ein gemeinsames Quadrantensystem. Diese werden mit Buchstaben bezeichnet und sind in Blöcken von 10 Winkelminuten geographischer Breite und 20 Winkelminuten geographischer Länge eingeteilt.